# Windmühlenberg (Berlin)

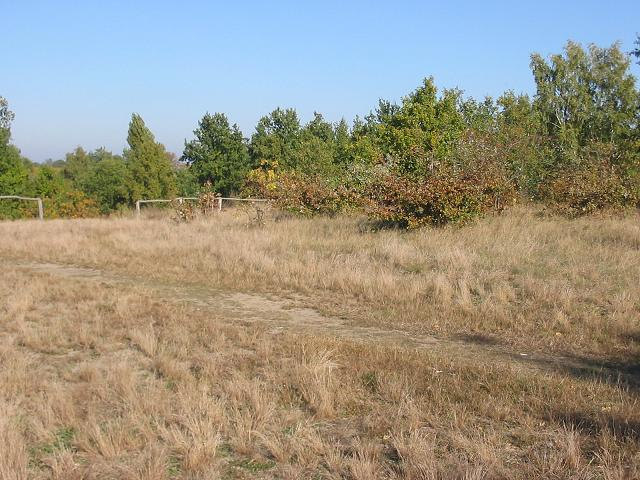
Windmühlenberg

Seit Februar 2002 besteht im Berliner Ortsteil Gatow des Bezirks Spandau das Naturschutzgebiet Windmühlenberg. Das mit rund 5,1 Hektar relativ kleine Gebiet erhält eine besondere Ausprägung durch den gefährdeten und in Berlin inzwischen seltenen Vegetationstyp der Sand-Trockenrasenflora, einer Restflora der Steppenvegetation, die im Berliner Raum ehemals weit verbreitet war.

## Lage und Geologie

### Zwischen Havel und Feldflur

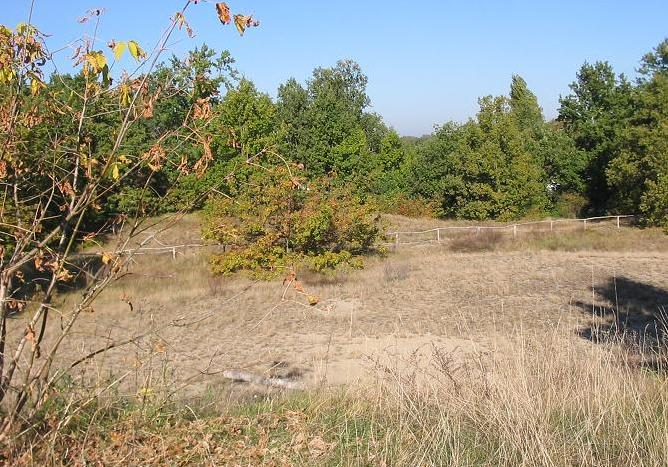
Sand-Trockenrasenflora auf dem Berg

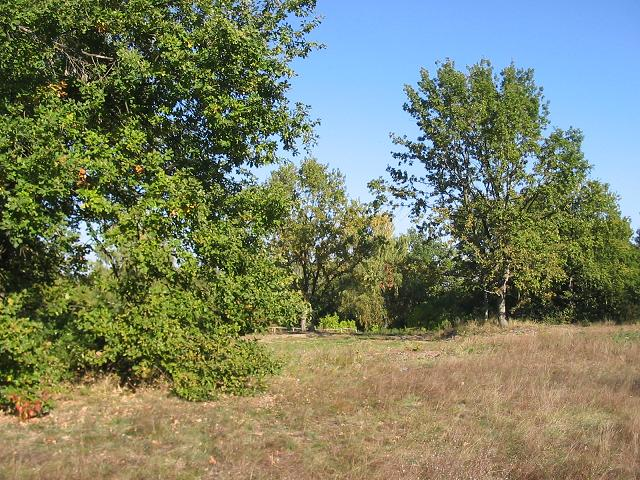
Windmühlenberg Gatow

Der 52 Meter hohe Windmühlenberg liegt rund vierhundert Meter westlich der Havel und grenzt im Osten unmittelbar an das historische Zentrum von Gatow, das bis heute seinen dörflichen Charakter bewahrt hat. An den übrigen drei Seiten ist der Hügel von der Siedlung am Windmühlenberg umgeben. Hinter der kleinen Siedlung schließen sich im Norden die ausgedehnten, ehemaligen Rieselfelder Gatow, im Westen und Südwesten das Landschaftsschutzgebiet Gatower Feldflur und im Süden die Gatower Heide an. An Siedlungsgebieten folgen die Spandauer Ortsteile Wilhelmstadt im Norden und Kladow im Süden. Knapp drei Kilometer westlich verläuft parallel zur Bundesstraße 2 die Berliner Landesgrenze nach Brandenburg zum Ortsteil Seeburg der Gemeinde Dallgow-Döberitz im Havelland.

### Osthang der Nauener Platte
Der Hügel mit dem Naturschutzgebiet Windmühlenberg gehört geologisch zu den östlichen Ausläufern der Nauener Platte, einer geschlossenen Grundmoränenbildung der Saaleeiszeit und der letzten Eiszeit, die zum Teil von Endmoränenbildungen überlagert ist. Ähnlich wie im östlich der Havel benachbarten Teltow hinterließen die Wassermassen der abtauenden Gletscher vor rund 15.000 Jahren insbesondere im östlichen Randbereich flachwellige Ablagerungen aus Geschiebemergel und Sand. In den Hangbereichen der Nauener Platte zur Havelniederung treten bei Groß Glienicke, Kladow und Gatow oberflächennah und großräumig bis zu zehn Meter mächtige Hochflächensande auf, wie am Gatower Windmühlenberg, der benachbarten Feldflur und der Gatower Heide.
Der glazial geprägte nährstoffarme und trockene Sand bildet die ideale Voraussetzung für die extremen Standortbedingungen des Sandtrockenrasens.

## Ökologie

### Pflanzengesellschaften auf Sand
Den artenreichen Sandtrockenrasen charakterisiert die lockere, oft auch lückenhafte Vegetation aus Gräsern, die im Übrigen sehr leicht brennen, und niedrig wachsenden Kräutern mit einer in der Regel graugrünen bis bräunlichen Färbung. Die Grasfluren am Windmühlenberg ergänzt der seltene Spezialist für das Leben auf Sand, der krautige Frühlings-Spörgel (Spergula morisonii, auch Frühlings-Spergel) mit seinen schmalen Blättern in Scheinquirlen. Zwischen Gräsern und Kräutern leuchtet von Juni bis September die purpurne Blüte der Karthäusernelke (Dianthus carthusianorum), die sonnige warme Hänge auf Kalk- und Silikat-Trockenrasen, Böschungen, Heiden und sandige Wälder bevorzugt.

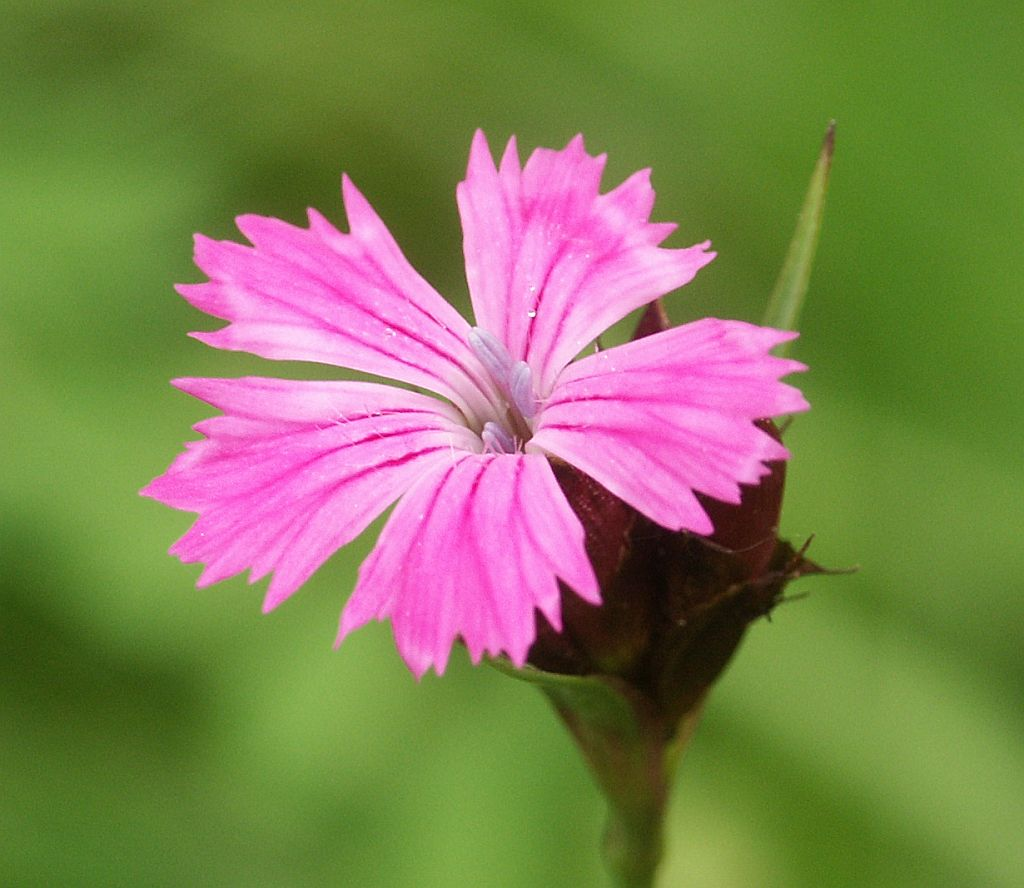
Kartäusernelke (Dianthus carthusianorum)
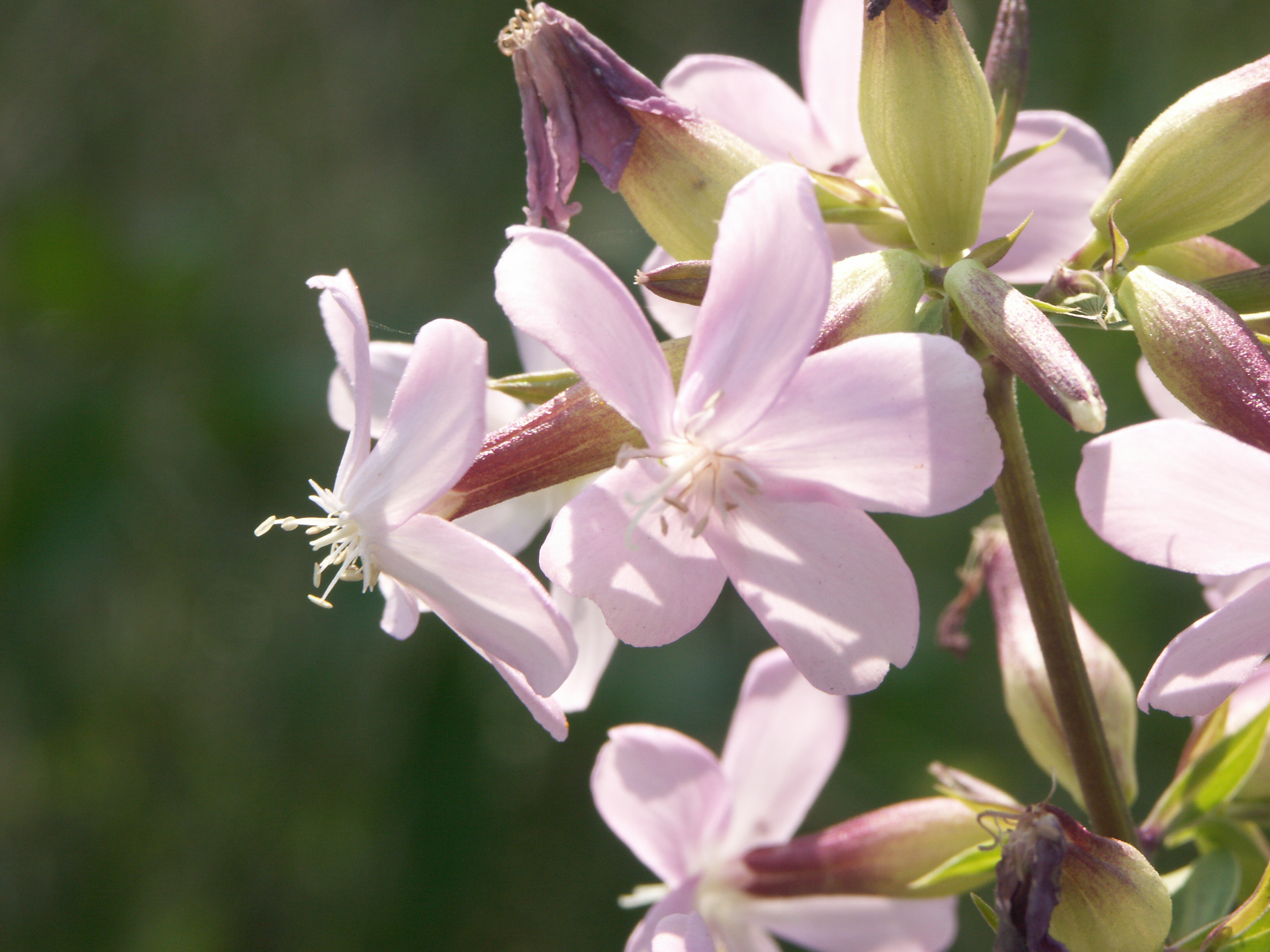
Echtes Seifenkraut (Saponaria officinalis)
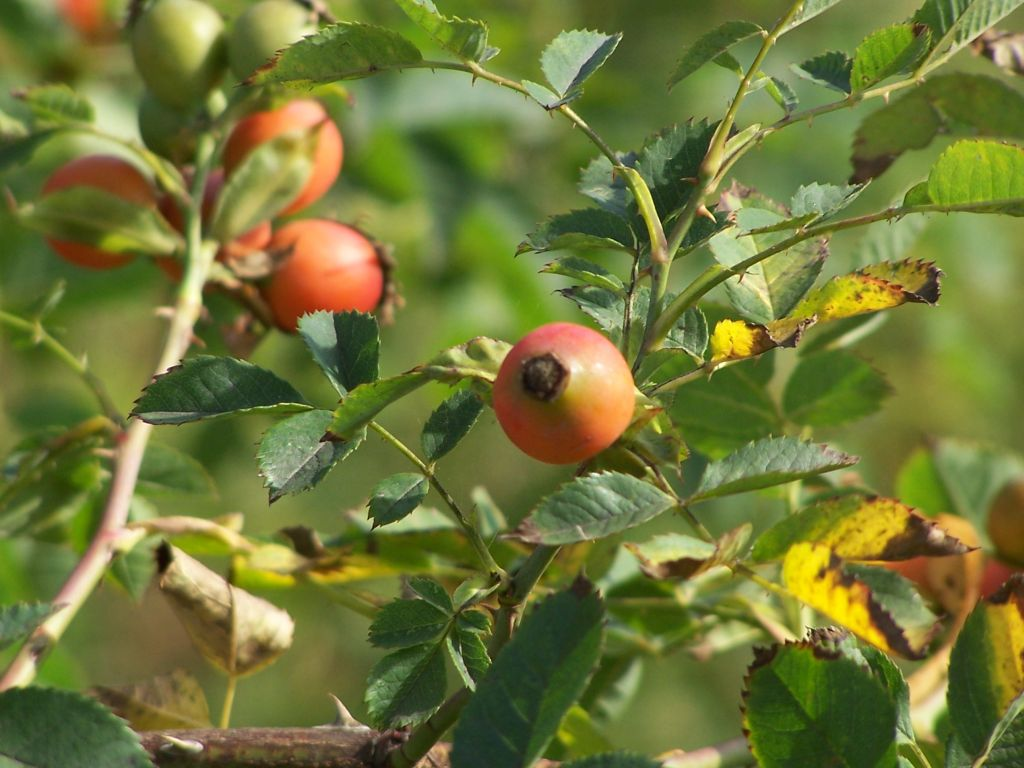
Hunds-Rose (Rosa canina)

Die Rand- und Saumgesellschaften setzen sich aus Sträuchern und Bäumen zusammen wie dem Echten Seifenkraut (Saponaria officinalis) aus der Gruppe der Nelkengewächse, das eine Höhe von 70 Zentimetern erreichen kann. Ein weiteres prägendes Element der Saumgesellschaft bildet der Giersch (Aegopodium podagraria), der ausgedehnte Kolonien bildet und als Geißfuß oder Zipperleinskraut über Jahrhunderte als probates Heilmittel gegen Gicht Verwendung fand. Die rosa-weißen Blüten der Hundsrose (Rosa canina) oder Heckenrose sorgen im Juni in den Hecken für Farbtupfer. Mit einer Höhe von bis zu 45 Metern überragt die Stieleiche (Quercus robur) alle Pflanzengesellschaften, die auf ihrem bevorzugten tiefgründigen, leicht tonigen und leicht lehmigen Sandboden ein Alter von 1000 Jahren erreichen kann.

### Pflegemaßnahmen und Fauna
Die Rasenflächen im hochsensiblen Biotop Windmühlenberg gehölzfrei zu halten, zählt zu den wichtigsten Pflegemaßnahmen der Verordnung für das Naturschutzgebiet, das fast nahtlos in das Landschaftsschutzgebiet Gatower Feldflur übergeht. Mit rund 350 Hektar bildet die Feldflur einen der letzten in sich geschlossenen großflächigen und zusammenhängenden Ackerbaubereiche in Berlin, dessen Bild neben den Ackerflächen eine Vielzahl unterschiedlicher Hecken bestimmen.
Der Sand-Trockenrasen auf dem Windmühlenberg beheimatet als typische Laufkäfer- und Heuschreckenfauna spezialisierte und seltene Insekten- und Spinnenarten. Die geschützte Blauflügelige Ödlandschrecke (Oedipoda caerulescens), die sich in trockenen und vegetationsarmen Lebensräumen besonders wohl fühlt, und die Blauflügelige Sandschrecke (Sphingonotus caerulans) sind hier hervorzuheben. Mit dem Schutz des Hügels sollen daneben seltene Hautflügler, Rüsselkäfer und in den säumenden Baumbereichen xylobionte Käfer bewahrt oder wiederangesiedelt werden.

### Schutzzweck, § 3 der Verordnung
Unter den insgesamt 35 Berliner Naturschutzgebieten führt der Windmühlenberg die Nummer NSG-33. Die Verordnung über das Naturschutzgebiet Windmühlenberg […] vom 17. Dezember 2001, verkündet am 9. Februar 2002, nennt unter dem § 3 als Schutzzweck:

„Das Naturschutzgebiet wird geschützt, um
1. die offensandigen Flächen mit charakteristischer Sand-Trockenrasenflora als gefährdeten, in Berlin sehr seltenen Vegetationstyp zu erhalten,
2. den Lebensraum insbesondere für gefährdete Pflanzen, Reptilien-, Insekten- und Spinnenarten zu sichern,
3. einen für Forschung und Lehre bedeutenden ökologischen Standort zu erhalten.“

## Rückkehr der Mühle

Aufbau des Bocks bei der Bockwindmühle Berlin-Spandau

Bis zum Jahr 1921 krönte den Berg eine Bockwindmühle aus dem Jahr 1845 (andere Angaben 1824 und 1844), die ein skurriles Ende nahm, als sie 1921 von den Besitzern an den Filmproduzenten Richard Eichberg verkauft wurde. Für den Film Die Liebesabenteuer der schönen Evelyne oder die Mordsmühle auf Evanshill wurde die Mühle – dem Drehbuch entsprechend – abgebrannt. Der Film gilt als verschollen. Der Förderverein historisches Gatow bemühte sich, das alte Wahrzeichen Gatows durch den Aufbau einer sehr ähnlichen Mühle wiederherzustellen, die aus Metzelthin, Ortsteil von Wusterhausen/Dosse in der Prignitz stammt. Diese Mühle sollte ursprünglich nach Wriezen am Oderbruch umgesetzt werden und stand bereits zerlegt auf dem Wriezener Bahnhof. Als diese Planungen scheiterten, kaufte der Förderverein im Jahr 2004 die Mühle und lagerte sie in Gatow ein. Der vorgesehene Platz am Rande des Naturschutzgebietes steht mit den Erfordernissen des Naturschutzes im Einklang. 2006 bis 2008 wurde die Mühle dort wiederaufgebaut (siehe ausführlich: Windmühlen in Berlin).